# Atlantis (navette spatiale)
OV-104
Pour les articles homonymes, voir Atlantis.

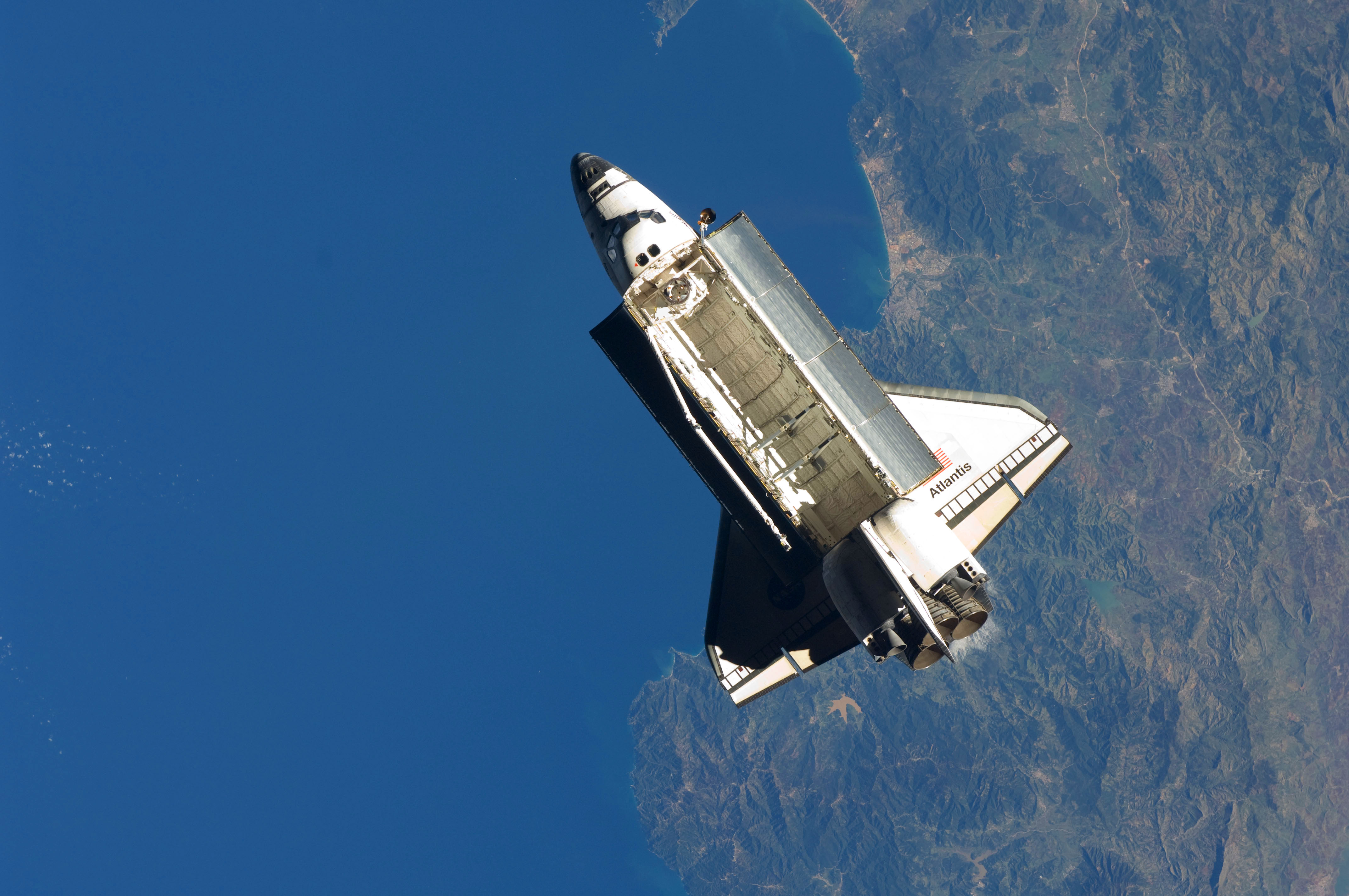
La navette spatiale Atlantis lors de la mission STS-129 au-dessus de la mer Méditerranée et des côtes de l'Algérie. Novembre 2009.

La navette spatiale Atlantis (Orbital Vehicle-104 ou OV-104) est une navette spatiale appartenant à la NASA, l'agence spatiale américaine. Elle fut la quatrième navette opérationnelle construite, et la dernière à voler, après les destructions de Challenger (1986) et de Columbia (2003) et la mise à l'arrêt des navettes Discovery et Endeavour. Son dernier vol fut effectué le 21 juillet 2011.

## Carrière opérationnelle
L'assemblage de la navette Atlantis a lieu du 30 mars 1980 au 10 avril 1984.
Le 3 octobre 1985 Atlantis effectue sa mission inaugurale STS-51-J.
Le 26 novembre 1985 Atlantis assure sa seconde mission STS-61-B, seulement 50 jours après, ce qui représente le record de plus courte cadence entre deux tirs de la même navette (lors de l'élaboration du programme des navettes, la NASA tablait initialement sur une cadence d'une semaine entre deux tirs).
En 1989, Atlantis déploie deux sondes spatiales, Magellan et Galileo, et en 1991, lance le Compton Gamma-Ray Observatory.
À partir de 1995, Atlantis réalise sept vols directs vers la station spatiale soviétique Mir. Lors du second vol vers Mir, elle apporte un module d’arrimage permettant des échanges d'astronautes lors des vols suivants.
De novembre 1997 à juillet 1999, Atlantis fait l’objet d’une opération de remise à niveau, avec quelque 165 modifications apportées à la navette, dont l’installation d’une planche de bord tout écran (Multifunction Electronic Display System). Elle effectue alors six vols, qui concernent tous des activités d’assemblage de la Station spatiale internationale.
En octobre 2002, Atlantis et son équipage de six personnes effectue une mission de onze jours sur la Station spatiale internationale qui nécessite trois sorties extra-véhiculaires.
Annulations de vol : La NASA programme le 27e lancement d’Atlantis entre le 9 et le 24 septembre 2005 mais la fenêtre de lancement est ratée à cause d’incidents pendant le lancement de Discovery lors de la mission STS-114 dont Atlantis était la navette de secours. Pour la mission STS-121 en juillet 2006, Atlantis est remplacée par Discovery.
Le 14 mai 2010, le 32e vol d'Atlantis STS-132, mission d'assemblage de la Station spatiale internationale, est prévu être son dernier (avant l'ajout de la mission STS-135, ultime mission d'une navette spatiale américaine). Le chargement principal à acheminer est constitué du Mini-module de recherche 1 russe et du module Integrated Cargo Carrier-Vertical Light Deployable (ICC-VLD). Le décollage est effectué le 14 mai 2010 et l'atterrissage le 26 mai 2010.
Atlantis est finalement utilisée pour l'ultime vol de la flotte de navettes spatiales américaines, STS-135 : le 8 juillet 2011 elle décolle à 15 h 30 GMT du centre spatial Kennedy en Floride avec quatre astronautes à bord, pour ravitailler la Station spatiale internationale, tandis que la mission de secours est assurée par deux vaisseaux Soyouz russes, susceptibles d'être lancés chacun avec un seul cosmonaute à son bord, au cas où la récupération des quatre astronautes du vol STS-135 en orbite s'avèrerait nécessaire. La navette Atlantis se pose sur la piste du Centre spatial Kennedy le 21 juillet 2011, à 9 h 56 GMT mettant fin à trois décennies de vols des navettes spatiales américaines.

## Missions

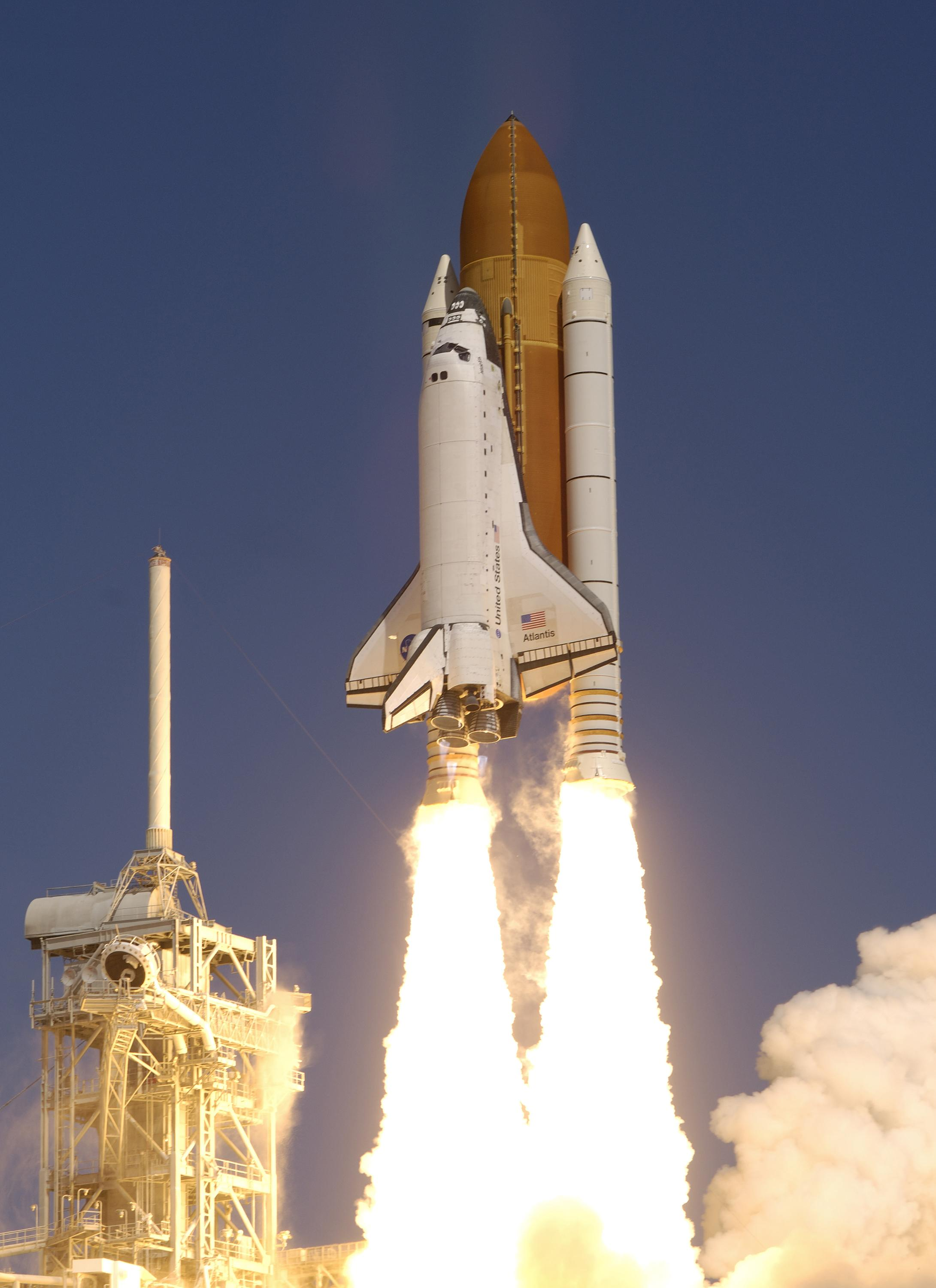
La navette spatiale Atlantis au lancement de STS-115 (mission 27).

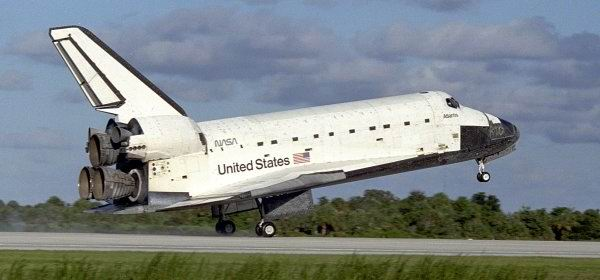
Atterrissage de la navette Atlantis au centre spatial Kennedy (Floride, États-Unis). NASA.

La navette spatiale Atlantis a réalisé 33 vols. Durant ses 33 missions, elle a passé 307 jours dans l’espace, accompli 4 848 orbites et parcouru 202 673 974 kilomètres au total.
| #  | Date              | Désignation | Notes |
| -- | ----------------- | ----------- | --- |
| 1  | 3 octobre 1985    | STS-51-J    | Première mission Atlantis ; mission consacrée au département de la Défense. |
| 2  | 26 novembre 1985  | STS-61-B    | 3 satellites de communications mis en orbite : MORELOS-B, AUSSAT-2 et SATCOM KU-2. |
| 3  | 2 décembre 1988   | STS-27      | Mission consacrée au département de la Défense. |
| 4  | 4 mai 1989        | STS-30      | Lancement de Magellan. |
| 5  | 18 octobre 1989   | STS-34      | Lancement de Galileo. |
| 6  | 28 février 1990   | STS-36      | Mission consacrée au département de la Défense. |
| 7  | 15 novembre 1990  | STS-38      | Mission consacrée au département de la Défense. |
| 8  | 5 avril 1991      | STS-37      | Lancement du Compton Gamma-Ray Observatory. |
| 9  | 2 août 1991       | STS-43      | Lancement de TDRS-5. |
| 10 | 24 novembre 1991  | STS-44      | Mission consacrée au département de la Défense. |
| 11 | 24 mars 1992      | STS-45      | Transport du Atmospheric Laboratory for Applications and Science (ATLAS) mission 1. |
| 12 | 31 juillet 1992   | STS-46      | Lancement du satellite de l'Esa Eureca (European Retrievable Carrier) et de l'expérience américano-italienne Tethered Satellite System.                                                  |
| 13 | 3 novembre 1994   | STS-66      | Transport d’ATLAS mission 3. |
| 14 | 29 juin 1995      | STS-71      | Premier arrimage avec la station spatiale Mir. |
| 15 | 12 novembre 1995  | STS-74      | Transport du module d’arrimage à Mir. |
| 16 | 22 mars 1996      | STS-76      | Arrimage à Mir, et transfert de Shannon Lucid. |
| 17 | 16 septembre 1996 | STS-79      | Arrimage à Mir, et transfert de Shannon Lucid et John Blaha. |
| 18 | 12 janvier 1997   | STS-81      | Arrimage à Mir, et transfert de John Blaha et Jerry Linenger. |
| 19 | 15 mai 1997       | STS-84      | Arrimage à Mir, et transfert de Jerry Linenger et Michael Foale. |
| 20 | 25 septembre 1997 | STS-86      | Arrimage à Mir, et transfert de Michael Foale et David A. Wolf. |
| 21 | 19 mai 2000       | STS-101     | Mission d’assemblage de la Station spatiale internationale (ravitaillement de la SSI).                                                                                                   |
| 22 | 8 septembre 2000  | STS-106     | Mission d’assemblage de la Station spatiale internationale (ravitaillement de la SSI).                                                                                                   |
| 23 | 7 février 2001    | STS-98      | Mission d’assemblage de la Station spatiale internationale (transport et assemblage du Destiny Laboratory Module).                                                                       |
| 24 | 12 juillet 2001   | STS-104     | Mission d’assemblage de la Station spatiale internationale (transport et assemblage du sas Quest).                                                                                       |
| 25 | 8 avril 2002      | STS-110     | Mission d’assemblage de la Station spatiale internationale (transport et assemblage du segment S0).                                                                                      |
| 26 | 7 octobre 2002    | STS-112     | Mission d’assemblage de la Station spatiale internationale (transport et assemblage du segment S1).                                                                                      |
| 27 | 9 septembre 2006  | STS-115     | Mission d'assemblage de la Station spatiale internationale (transport et assemblage des segments P3 et P4).                                                                              |
| 28 | 8 juin 2007       | STS-117     | Mission d'assemblage de la Station spatiale internationale (transport et assemblage des segments S3 et S4).                                                                              |
| 29 | 7 février 2008    | STS-122     | Mission d'assemblage de la Station spatiale internationale (ajout du laboratoire européen Columbus).                                                                                     |
| 30 | 11 mai 2009       | STS-125     | Mission de réparation et d'amélioration du télescope Hubble. |
| 31 | 16 novembre 2009  | STS-129     | Mission d'assemblage de la Station spatiale internationale : ajout des EXPRESS Logistics Carrier (ELC-1 et ELC-2), installation de 2 nouveaux gyroscopes.                                |
| 32 | 14 mai 2010       | STS-132     | Mission d'assemblage de la Station spatiale internationale : acheminement du Mini-module de recherche 1 russe et du module Integrated Cargo Carrier-Vertical Light Deployable (ICC-VLD). |
| 33 | 8 juillet 2011    | STS-135     | Mission vers la Station spatiale internationale : acheminement du Module logistique multi-usages Raffaello. Dernier vol d'Atlantis et d'une navette spatiale.                            |

L'orbiteur est exposé au Centre des visiteurs du Centre spatial Kennedy à Merritt Island, en Floride.

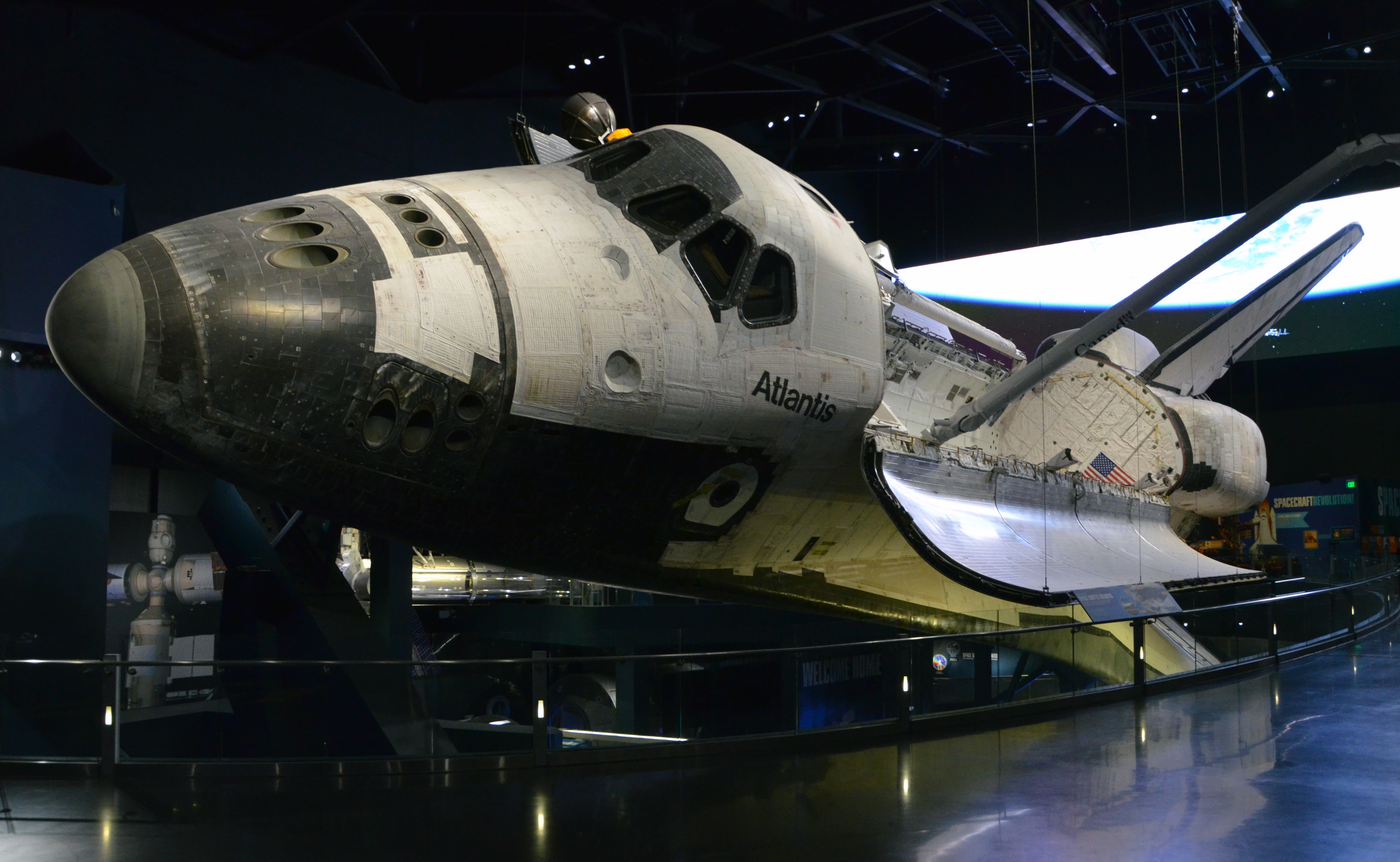
La navette spatiale Atlantis exposée au Kennedy Space Center Visitor Complex de Merritt Island, en Floride.